# Социолошка имагинација
Социолошка имагинација је књига коју је 1959. године написао амерички социолог Рајт Милс, а објавио Oxford University Press. Милс је осетио да је главни задатак социолога и социологије да нађу (и артикулишу) везе између посебног социјалног окружења индивидуе и сличних социјалних и историјских сила у коју су уплетене. Овај приступ изазива приступ структуралног функционализма социологији, будући да отвара нове позиције које би појединац могао да присвоји у погледу већих социјалних структура. Индивидуална функција која репродукује већу социјалну структуру је само једна од много могућих улога, и неминовно није најпознатија. Милс је такође писао о слабости коју је видео као нераскидиво ограђену у стварању и одржавању модерних друштава. Ово га је навело да посумња да ли индивидуе постоје у модерним друштвима у смислу у ком су „индивидуа“ опште схваћена. Пишући социјалну имагинацију Милс је покушао да усклади два различита, апстрактна концепта друштвене реалности – „појединца“ и „друштва“ – и на тај начин је изазвао доминантан социолошки дискурс да дефинише неке од својих најосновнијих услова и буде директан о објектима иза својих дефиниција. Почео је пројекат помирења и изазова са критикама „велике теорије“ и „замишљеног емпиризма“ , дефинишући и критикујући њихову употребу у данашњој социологији.
1998. године инструкционална социолошка асоцијација навела је његов посао као другу најважнију социолошку књигу 20. века.

## Велика теорија
У другом поглављу чини се Милс критикује Парсонсову социологију у овоме се директно „Социјалним системом“ написаним од стране Талкота Парсонса. У „Социјалном систему“ Парсонс описује природу структуре друштва и стварања и одржавања културе кроз социјализацију индивидуа. Милс критикује ову тенденцију у социологији на неколико основа. Залаже се за форму друштва у којој преиспитује степен до којег је једноликост друштва заиста могућа.

### Друштвени поредак
Милс критикује Парсонсову формулацију друштвеног поретка, посебно идеју где се друштвени поредак може посматрати као целина. Он пише да се свака индивидуа не може једноставно у потпуности интегрисати у друштво и интернализирати све његове културне форме. Штавише, таква доминација може бити виђења као даљи продужетак моћи и социјалног раслојавања. Brewer (2004) види социолошку имагинацију као продужетак Milerovih других радова о моћи и социјалном раслојавању „Моћна елита“ и „Бела крагна“. Према Милсовом мишљењу, оно што велики теоретичари зову вредносна оријентација, могло би заправо бити облик доминације и на тиме једноставно бити облик легитимације. 

## Улога социјалне теорије
Он даље критикује Парсонсову социологију у својој могућности да теоретизује као форму чисте апстракције да друштво може бити схваћно без обзира на своју историју и контекстуалну природу без опсернације. Он тврди да друштво и његови културни симболи не могу се изродити без позивања на појединце и њихову свест. Према Парсонсовом мишљењу, сва моћ је заснована на систему веровања подупртим друштвом, пише Милс. Критикује Парсонса у његовом мишљењу по питању историјске и друштвене промене и разноликости. Тиме критикује начин на који се друштвени поредак може без опсервације.

## Замишљени емпиризам
У трећем поглављу Милс критикује емпиријске методе социјалног истраживања које је у то време видео као очигледне у концепцији података и руковању методолошким алатима. Ово се може посматрати као реакција на мноштво социолошких истраживања која су се развијала отприлике у време Другог светског рата. Овиме се види колико и у критици Брујера да је Милс можда критиковао и истраживања која је спроводила и спонзорисала Америчка влада. Као такву Милс критикује методолошку инхибицију коју је видео као карактеристику онога што је назвао апстрактним емпиризмом. У овоме се може видети како критикује рад Паула Ф. Лазарсфелда који социологију схвата не као дисциплину већ као методолошки алат. Тврди да је проблем таквог социјалног истраживања то што може постојати тенденција према "психологизму" што објашњава људско понашање на индивидуалном нивоу без позивања на друштвени контекст. Он тврди да ово може довести до одвајања истраживања од теорије. Затим пише о конструкцији милиеуа у вези са социјалним истраживањем и како су теорија и истраживање повезани.

## Људска врста
У седмом поглављу Милс наводи оно што се сматра његовом мисијом социологије. Он пише о потреби да се интегришу социјална, биографичка и историјска верзија реалности у којој индивидуе конструишу своје социјалне милиеуе са освртом на шире друштво.
Он тврди да је природа друштва у континуитету са историјском реалношћу. Тиме Милс пише о значају емпиријске адекватности теоријских оквира. Такође пише и о појму јединствених социјалних навика. Он верује да ово није свестан напор већ последица историјских дискурса заснованих на проблему из којих су се развиле дисциплине, у чему подела између дисциплина постаје флуиднија. Самим тим Милс наводи оно за шта је веровао да је приступ заснован на проблему, својој концепцији социјалних навика.

## Реакција на социјалну имагинацију
Милсово дело било је широко читано у своје време и "Социјална имагинација" је и даље једно од најшире читаних појасева социологије и велики хит до дипломских социолошких курсева. Његов рад није био добро прихваћен у то време, што се може видети као последица Милсове професионалне и личне репутације. Ово је донекле прикладно будући да је природа Милсовог дела дизајнирана око биографије појединца, њихових историјских дела и повезаности са ширим друштвом у погледу структуре, у чему је и Милсов сопствени живот од стране других био виђен као илустрација његовог концепта социологије. Надао се да ће помирити проблеме појединца са проблемима који суочавају друштво, тиме уграђујући проблеме појединца у друштвену, политичку и историјску реалност. Самим тим он може бити виђен како покушава да направи тродимензионални изглед друштва и, према Бруеру, покушава да сруши јаз јавних и приватних домена друштва, нешто карактеристично за социологију у то време. У овоме, он је гледао друштво као истовремено макроскопско и микроскопско по својој природи покушавајући да споји историјске и савремене друштвене реалности. Његово дело било је нашироко критиковано због онога што се сматрало критичким атаком на дисциплину. Ово се може видети у његовим списима у којима критикује "методолошку инхибицију" онога чему се обраћа као апстрактном емпиризму али и ономе чему се обраћа као "фетишизацији појмова" у делима оних као што је Талкот Парсонс. Милс критикује "велику теорију" и позитивизам структуралног функционализма у Парсоновом раду.

### Политичка природа Милсовог дела
Ово је погоршало оно што је било виђено као професионална неслагања која су тада била у току са другим стручњацима у дисциплини. Посебно је његова критика замишљеног емпиризма била виђена у вези са његовим критикама као истраживања спонзорисаних од стране државе тако и политиком Америчке владе Хладног рата. Као такав његов рад није био добро прихваћен. И у Британији и у Америци наишао је на критику. У Британији је његово дело критиковано до те мере у којој је виђен како напада емпиријску социологију која је у то време у Британији била уобичајна. У Америци, његова критика структуралног функционализма и пропратне критике моћ и страрификације начиниле су га предметом озбиљне критике.

## Личност C. Wright Милса
Пријем Милса може донекле бити виђен као илустрација Милсове личности. У његовом делу, можемо видети "простор сопства" за који је Милс тврдио да појединци повезују појединце са друштвом као целину. Тако, на личним искуствима које се користе за повезивање јавних дискурса може бити вићен како означава биографски заокрет у постструктуралној социологији. Његово дело може бити виђено и као реакција на Хладни рат Америке и радикализма и разилажење са совиологијом оснивања. Ипак, може бити виђено и као повратак од оних као што је Бруер традицији "социјалног реформизма" као и одговор на професионализацију дисциплине. 
Његова концепција специјализације дисциплине може бити виђена у делима Џорџа Симела, у његовој идеји социјалног простора и социјалне конфигурације простора. Стога, чини се да га Бруер види како враћа дисциплину на конфигурацију биографије и себе у конфигурацију социјалног простора. Ово такође може бити виђено у социјалном конструкционизму и важности простора и времена у делу Антонија Гиденса. Ово највише подсећа на "шаблоне себе" виђене као разумевање себе у односу на социјални простор као сто је написао Ервинг Гофман и његову концепцију "фронстејџа" и "бекстејџа". Тиме дело Милса може бити виђено као илустративни пример у погледу његове биографије концепције социјалног простора и важности нације. Његов живот је према томе виђен како има утицај на његову констфукцију себе. Тиме оно може бити виђено као одраз његове прошлости и важност коју ставља на независност, ослањање на себе и индивидуализовану креацију аутономности и онога према чему су се други односили као "професионалне улоге усамљеника". Овај "менталитет аутсајдера", како му се обраћао Бруер, може бити виђен као форма личног опстанка чиме би се Милс могао дистанцирати од личне и професионалне критике. Стога је "Социолошска имагинација" од стране многих виђена као веза између Милсовог живота и посла.

## Милсово наслеђе
Дело C. Wright Millsa може бити виђено продуженим у делу Мајкла Буравоја и његовој концепцији "јавне социологије". У његовом говору АМЕРИЧКОЈ СОШИОЛОШКОЈ АСОЦИЈАЦИЈИ он прича о важности јавног дискурса и важности социологије као агента историјске промене. Ово такође може бити виђено у његовом делу "Невезана етнографија" у коме се позива на свој проширени метод случаја етнографије и повезује дело C. Wrighta Millsa са својом теоријом конструкције као релацији "личних проблема милеуа" са "јавним проблемима социјалне структуре".